# Sante Geminiani
Sante Geminiani (* 4. September 1919; † 15. August 1951 in Clady, Nordirland) war ein italienischer Motorradrennfahrer.

## Karriere
Der aus Lugo in der Emilia-Romagna stammende Sante Geminiani startete in der Saison 1951 als Werksfahrer für Moto Guzzi in der Motorrad-Weltmeisterschaft. Beim 500-cm³-Rennen um den Großen Preis von Belgien in Spa-Francorchamps belegte er hinter Geoff Duke und Alfredo Milani den dritten Platz.

### Tödlicher Unfall
Sante Geminiani verunglückte am 15. August 1951 im Training zum Ulster Grand Prix in Nordirland tödlich. Er und seinen Moto-Guzzi-Teamkollegen Gianni Leoni und Enrico Lorenzetti umrundeten im Training der Viertelliterklasse nahe beisammenliegend den etwa 16,5 Meilen langen Clady Circuit. Nach einigen Runden fuhren Geminiani und Lorenzetti unbemerkt von Leoni in die Box, um ihre Maschinen zu tauschen. Nach etwa vier Kilometern Alleinfahrt fiel Leoni das Fehlen seiner Teamgefährten auf und der Italiener beschloss, wahrscheinlich in Sorge, dass ein Unfall passiert sein könnte, umzukehren und befuhr die Strecke in falscher Richtung. Währenddessen hatten Geminiani und Lorenzetti die Box wieder verlassen und befanden sich in voller Fahrt auf der Strecke. Die beiden waren nicht auf den entgegenkommenden Fahrer gefasst, weshalb ein Zusammenstoß unvermeidlich war.
Sante Geminiani und Gianni Leoni versuchten wahrscheinlich beide noch auszuweichen, fuhren dabei aber in dieselbe Richtung und stießen mit einer Geschwindigkeit von etwa 100 km/h mit ihren Köpfen zusammen. Geminiani wurde etwa 40 Meter durch die Luft geschleudert und war auf der Stelle tot. Leoni stand einen Moment nach dem Unfall wieder auf, brach dann aber bewusstlos zusammen und verstarb noch am selben Tag in einem Krankenhaus in Belfast. Enrico Lorenzetti, der etwa 100 Meter hinter Geminiani fuhr, konnte noch abbremsen und fuhr nur mit geringer Geschwindigkeit in die Unfallstelle. Er kam mit leichten Verletzungen davon.
Trotz dieses schweren Unfalls zog sich das Moto-Guzzi-Team nicht vom Grand Prix zurück. Am folgenden Tag gewann der Werksfahrer Bruno Ruffo das 250-cm³-Rennen um den Ulster Grand Prix.

## Statistik in der Motorrad-Weltmeisterschaft
| Saison | Klasse  | Motorrad   | Rennen | Siege | Podien | Punkte | Ergebnis |
| ------ | ------- | ---------- | ------ | ----- | ------ | ------ | -------- |
| 1951   | 500 cm³ | Moto Guzzi | 1      | –     | 1      | 4      | 13.      |